# Le Puy (Gironde)
Le Puy is een gemeente in het Franse departement Gironde (regio Nouvelle-Aquitaine) en telt 290 inwoners (1999). De plaats maakt deel uit van het arrondissement Langon.

## Geografie
De oppervlakte van Le Puy bedraagt 8,3 km², de bevolkingsdichtheid is 34,9 inwoners per km².
De onderstaande kaart toont de ligging van Le Puy (Gironde) met de belangrijkste infrastructuur en aangrenzende gemeenten.

## Demografie
Onderstaande figuur toont het verloop van het inwonertal (bron: INSEE-tellingen).

1. ↑  Populations de référence 2022.